# Wybory prezydenckie w Stanach Zjednoczonych w 1916 roku
Wybory prezydenckie w Stanach Zjednoczonych w 1916 roku – trzydzieste trzecie wybory prezydenckie w historii Stanów Zjednoczonych. Na urząd prezydenta wybrano ponownie Woodrowa Wilsona, a wiceprezydentem na kolejną kadencję został Thomas Marshall.

## Kampania wyborcza
Wybory prezydenckie w 1916 roku odbywały się w cieniu trwającej I wojny światowej, więc polityka zagraniczna była głównym tematem kampanii wyborczej. Partia Demokratyczna zebrana na konwencji w Saint Louis w czerwcu 1916 nominowała Wilsona przez aklamację. Jego głównym hasłem kampanii było „On trzymał nas z dala od wojny”. W Partii Republikańskiej nadal istniały podziały na frakcje konserwatystów i reformatorów, lecz nauczeni porażką z 1912 roku, tym razem delegaci wystawili jednego kompromisowego kandydata – sędziego Sądu Najwyższego Charlesa Hughesa. Przez pewien czas o nominację prezydencką ubiegał się także Theodore Roosevelt, ale widząc że nie ma szans jej zdobyć – wycofał się. Propozycję kandydowania złożyła mu także Partia Postępowa, lecz odmówił startu, co spowodowało upadek ugrupowania. Kandydatem Partii Socjalistycznej został Allan Benson, a Partii Prohibicji – Frank Hanly. Były prezydent wzywał demokratów do bardziej zdecydowanych działań w kwestii I wojny światowej. Evans krytykował Wilsona za słabą ochronę interesów amerykańskich, jednocześnie podkreślając chęć zachowania neutralności. O zwycięstwie wyborczym Wilsona zadecydowały głosy poparcia rolników, robotników, a także progresywistów wcześniej popierających Roosevelta.

## Kandydaci

### Partia Demokratyczna

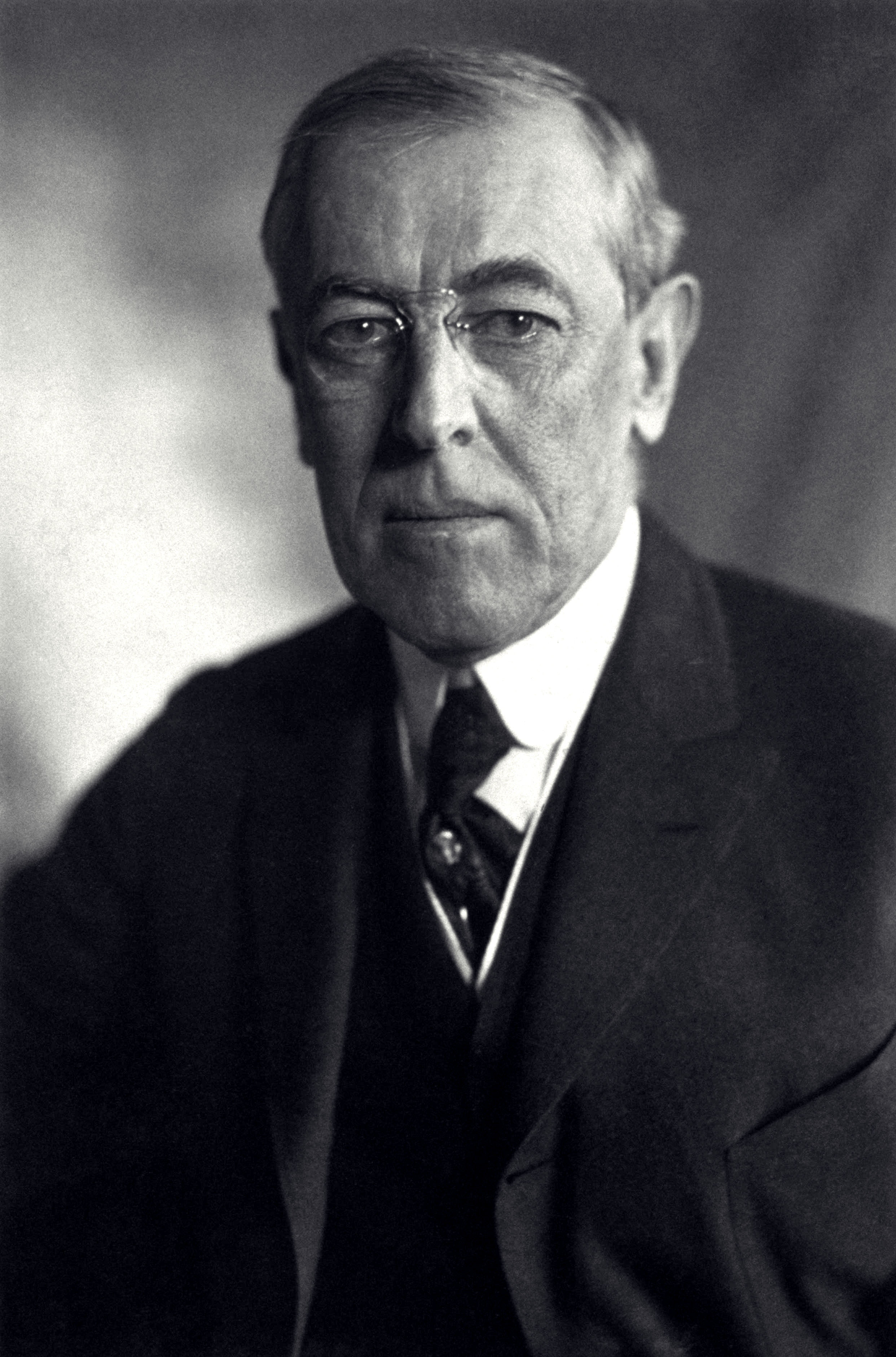
Woodrow Wilson
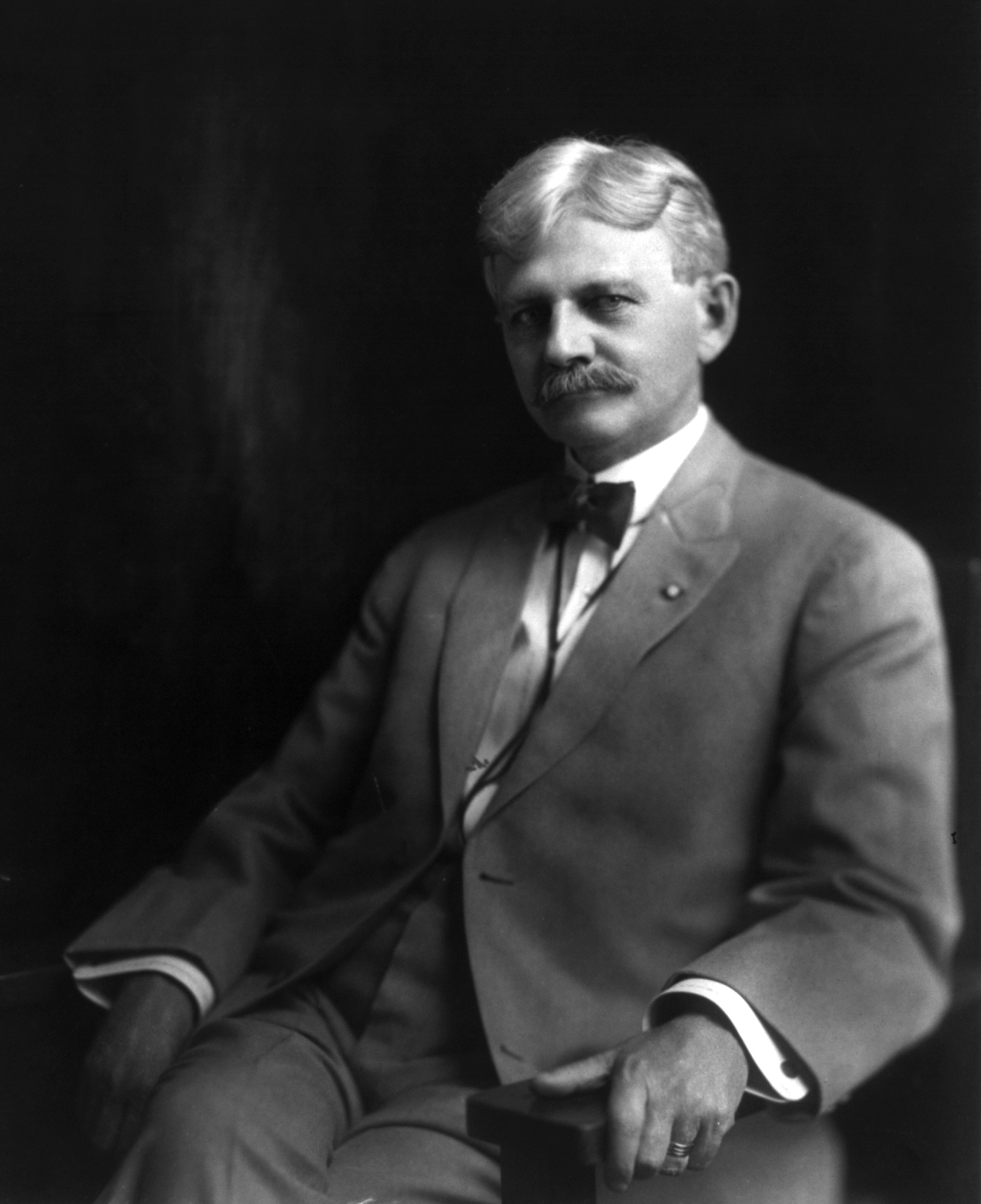
Thomas Marshall

### Partia Prohibicji

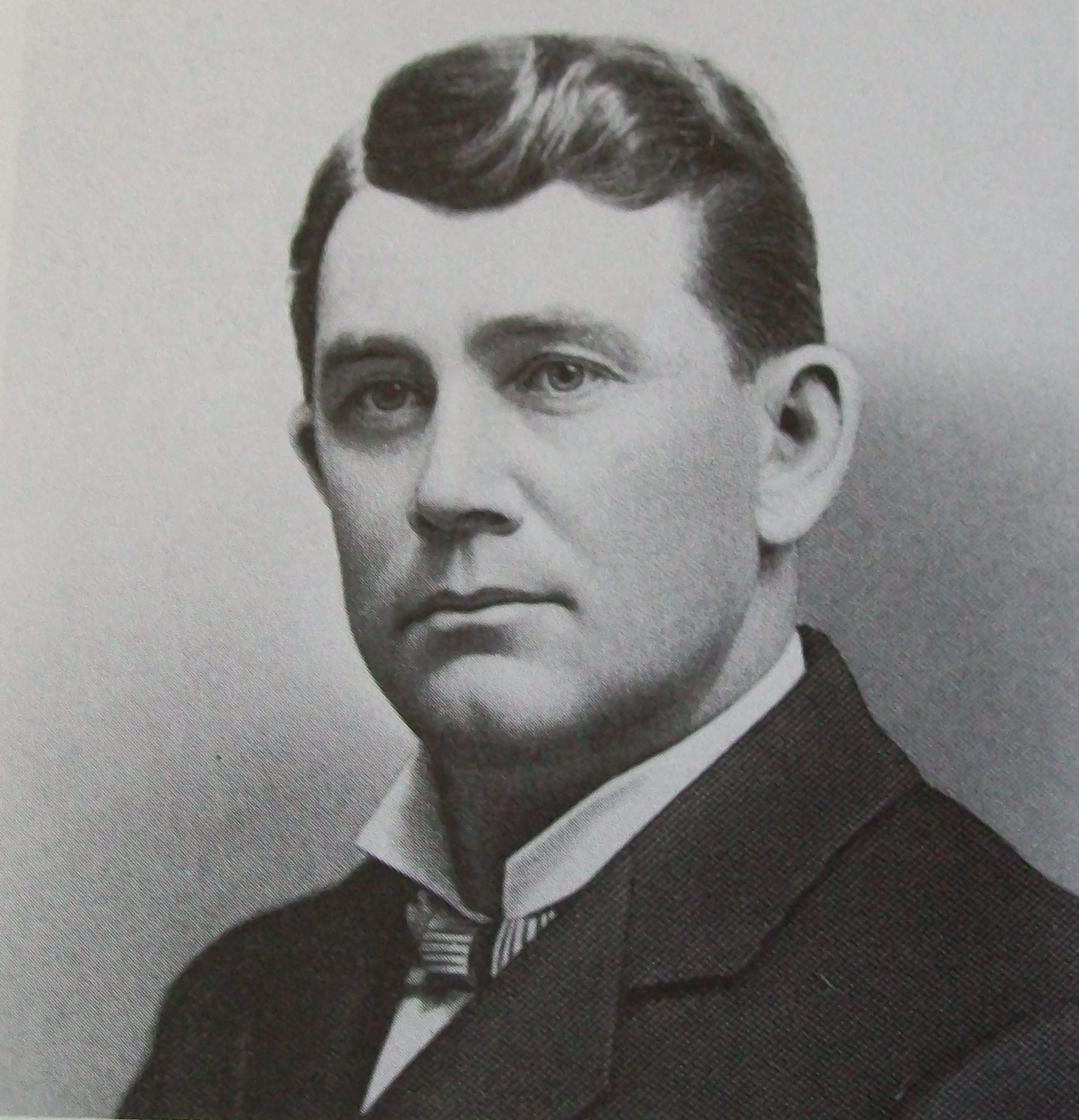
Frank Hanly

### Partia Republikańska

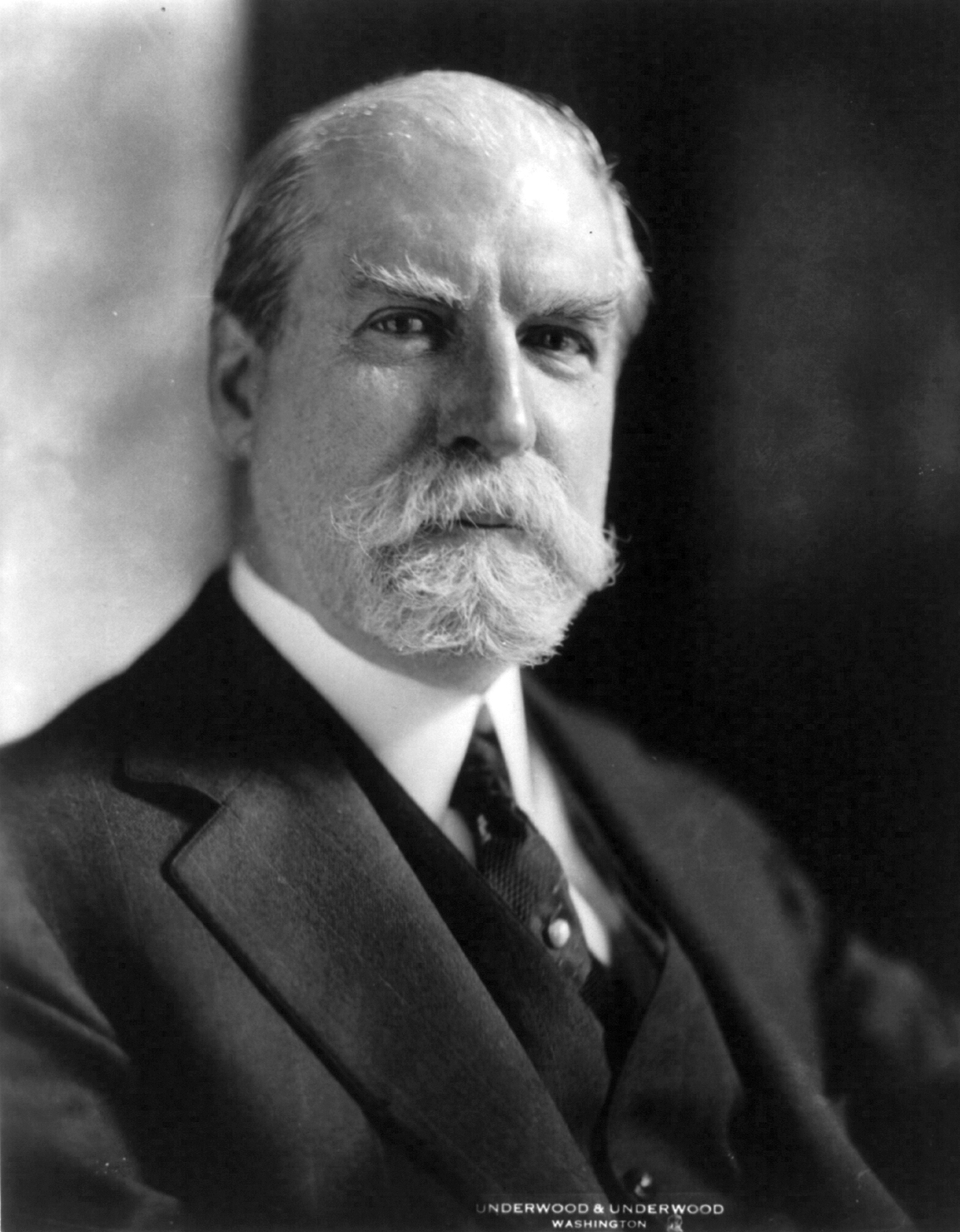
Charles Hughes
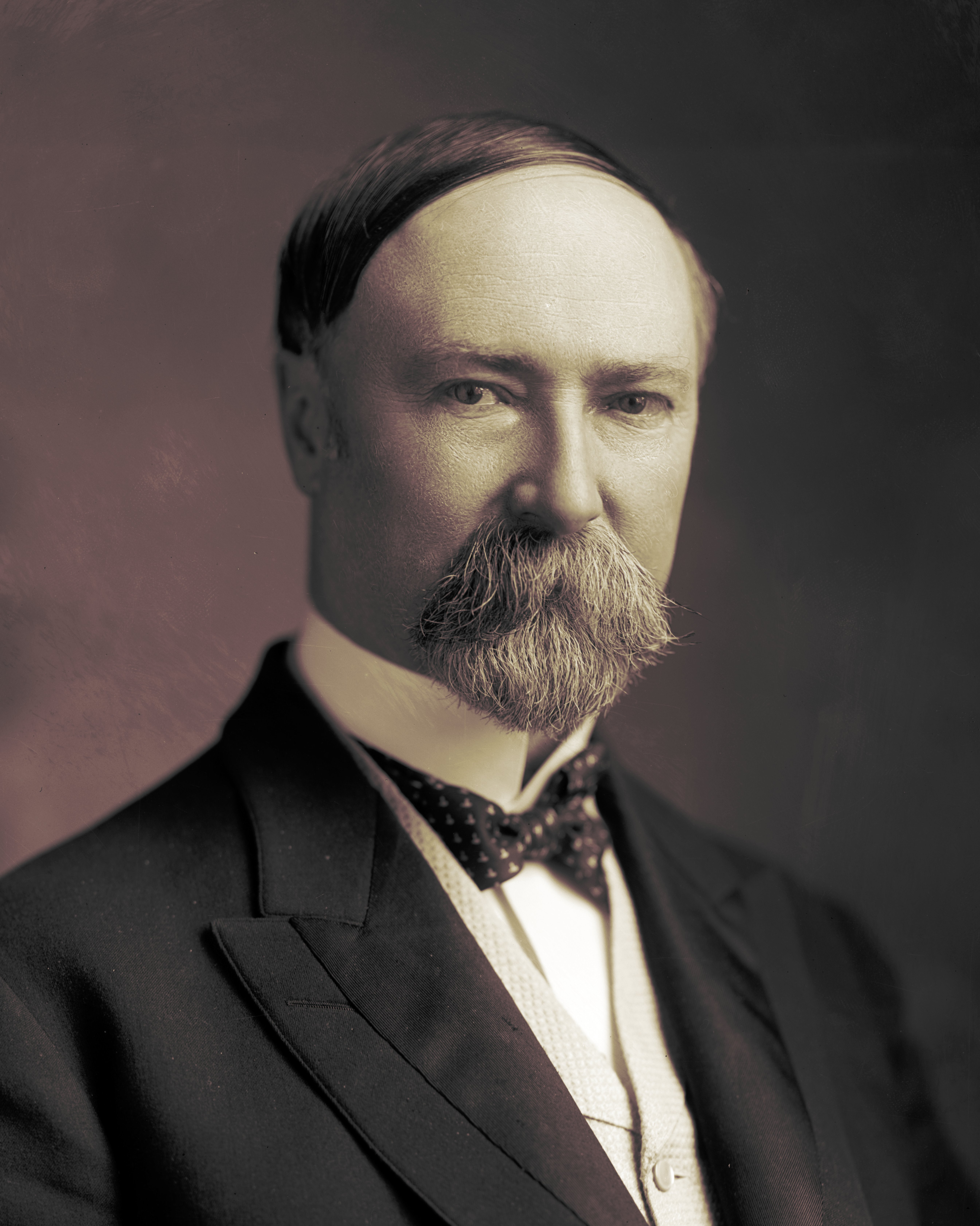
Charles Fairbanks

### Socjalistyczna Partia Ameryki

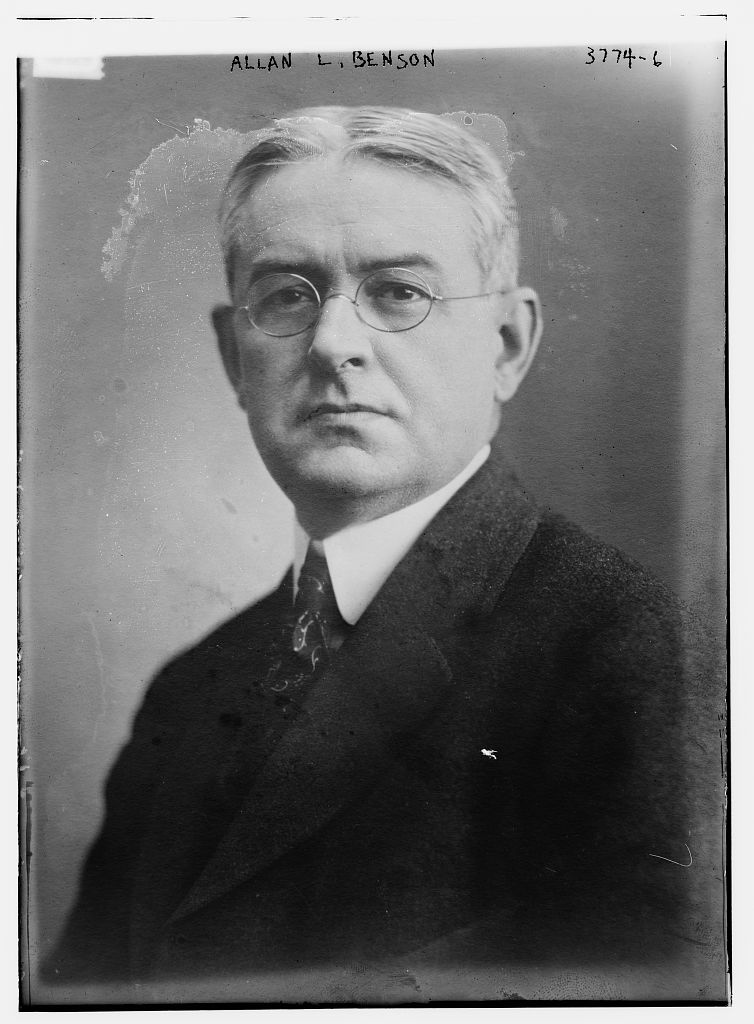
Allan Benson

## Wyniki głosowania
Głosowanie powszechne odbyło się 7 listopada 1916. Wilson uzyskał 49,2% poparcia, wobec 46,1% dla Hughesa, 3,2% Allana Bensona i 1,2% dla Franka Hanly’ego. Ponadto, około 50 000 głosów oddano na niezależnych elektorów, głosujących na innych kandydatów. Frekwencja wyniosła 61,6%. W głosowaniu Kolegium Elektorów Wilson uzyskał 277 głosów, przy wymaganej większości 266 głosów. Na Hughesa zagłosowało 254 elektorów. W głosowaniu wiceprezydenckim zwyciężył Marshall, uzyskując 277 głosów, wobec 254 dla Fairbanksa.
| Kandydat na prezydenta | Partia                        | Głosowanie powszechne | Głosowanie powszechne | Kolegium Elektorów |
| Kandydat na prezydenta | Partia                        | Głosy                 | Procent               | Kolegium Elektorów |
| ---------------------- | ----------------------------- | --------------------- | --------------------- | ------------------ |
| Woodrow Wilson         | Partia Demokratyczna          | 9 126 300             | 49,2%                 | 277                |
| Charles Hughes         | Partia Republikańska          | 8 546 789             | 46,1%                 | 254                |
| Allan Benson           | Socjalistyczna Partia Ameryki | 589 924               | 3,2%                  | 0                  |
| Frank Hanly            | Partia Prohibicji             | 221 038               | 1,2%                  | 0                  |
| Łącznie                | Łącznie                       | Łącznie               | Łącznie               | 531                |

| Kandydat na wiceprezydenta | Partia               | Kolegium Elektorów |
| -------------------------- | -------------------- | ------------------ |
| Thomas Marshall            | Partia Demokratyczna | 277                |
| Charles Fairbanks          | Partia Republikańska | 254                |
| Łącznie                    | Łącznie              | 531                |

## Galeria

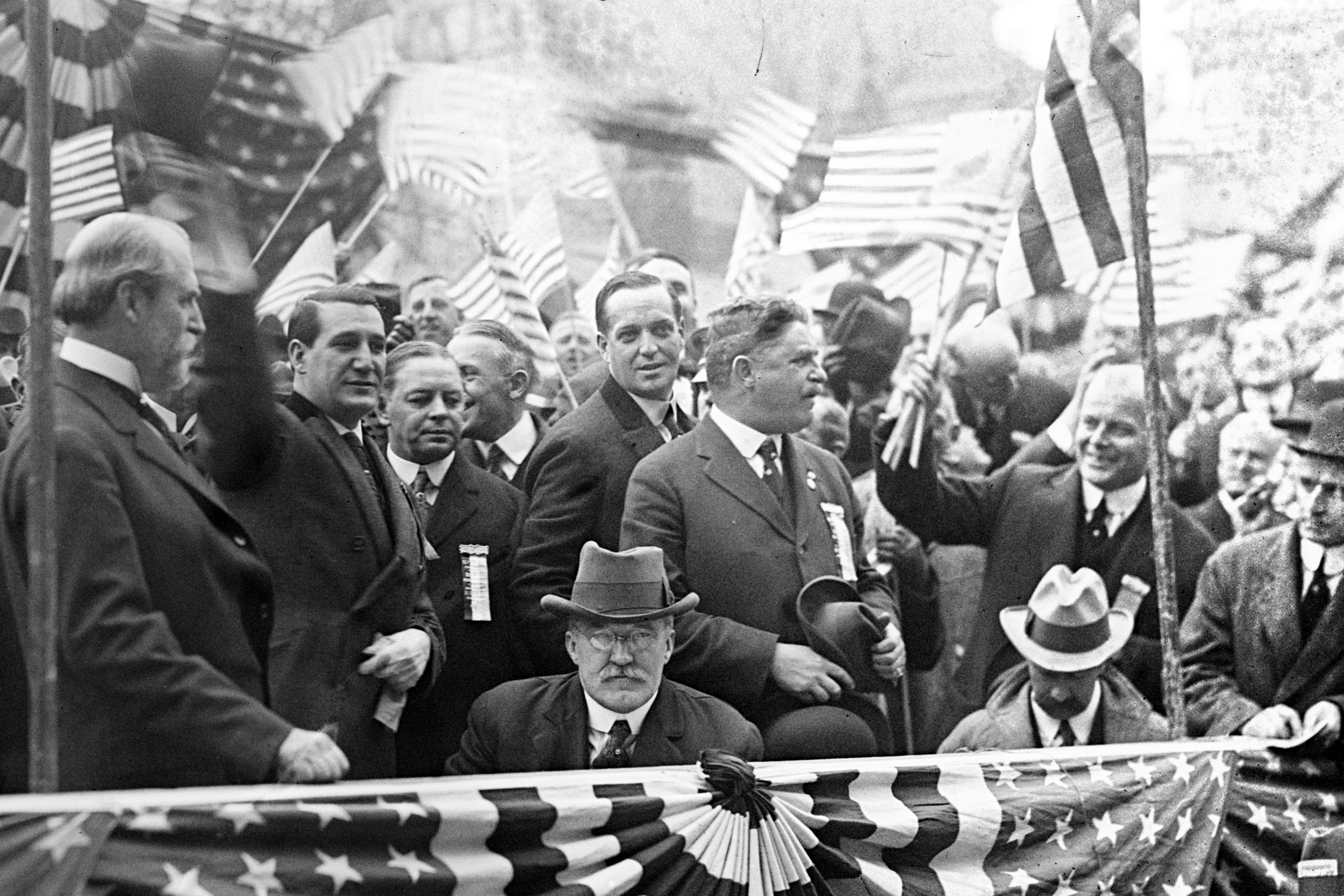
Charles Evans Hughes (po lewej), republikański kandydat na prezydenta Stanów Zjednoczonych prowadzący kampanię w Nowym Jorku
Mapa wyborcza Stanów Zjednoczonych w 1916 roku. Liczba na mapie określa liczbę przedstawicieli stanu w Kolegium Elektorów